# Vượn đen tuyền
Vượn đen tuyền (danh pháp khoa học: Nomascus concolor) là loài linh trưởng phân bố ở Ấn Độ, bán đảo Mã Lai và Đông Dương. Chúng gồm 4 phân loài.
Tên khoa học trước đây của loài này là Hylobates concolor.

## Miêu tả
Chiều dài từ đầu đến cuối thân là 45–64 cm và cân nặng 5,7 kg. 

## Hình ảnh

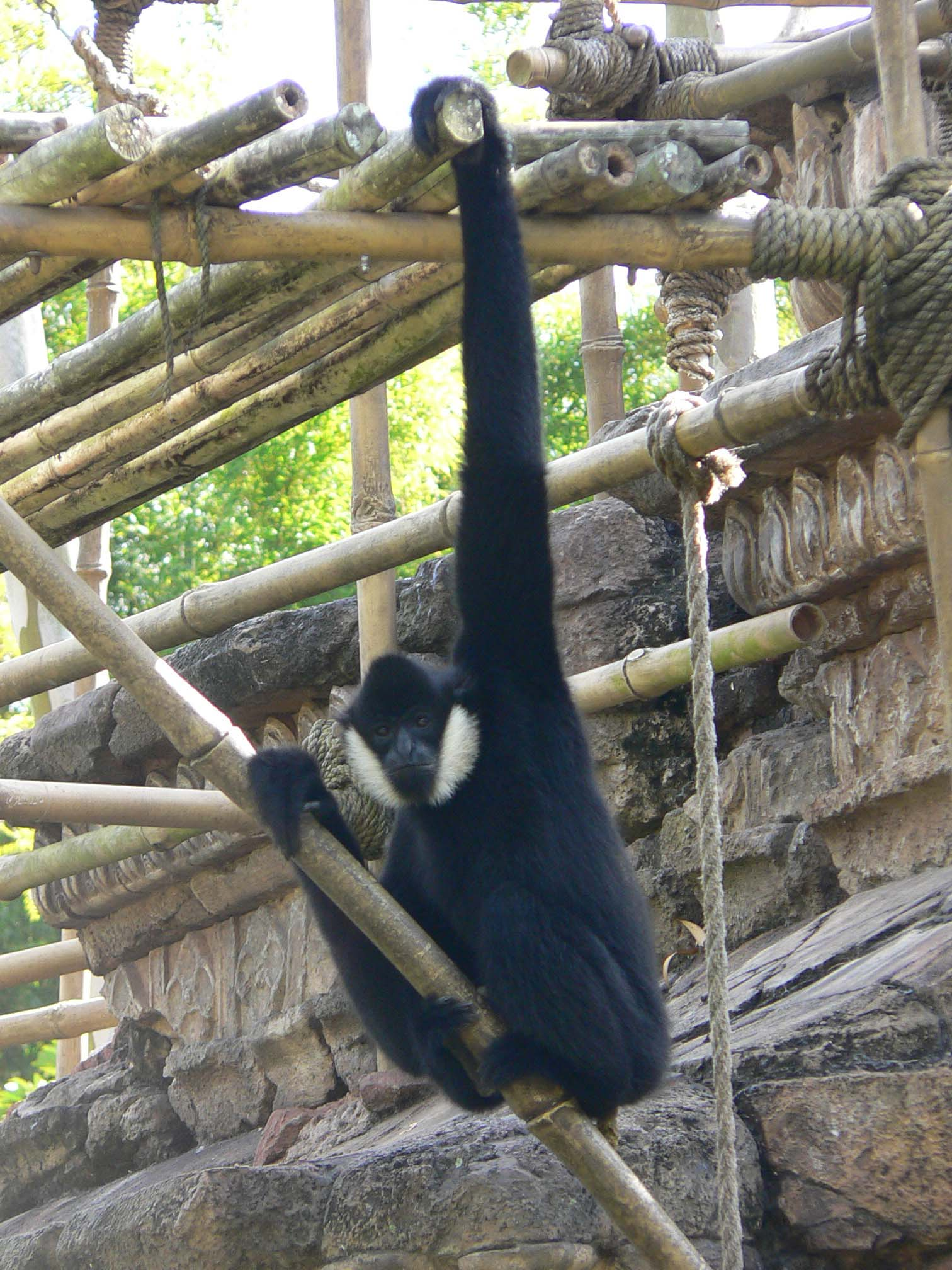
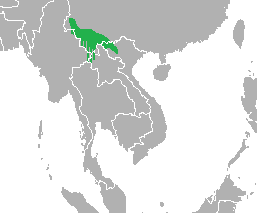
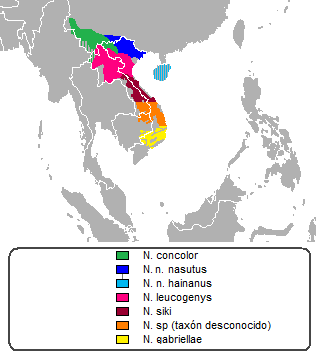